# Le pazze storie di Dick Van Dyke
Le pazze storie di Dick Van Dyke (The New Dick Van Dyke Show) è una serie televisiva statunitense in 72 episodi trasmessi per la prima volta nel corso di 3 stagioni dal 1971 al 1974. Fu il ritorno alla televisione di Dick Van Dyke dopo The Dick Van Dyke Show.
È una sitcom incentrata sulle vicende di Dick Preston, conduttore di un talk show su una rete televisiva locale di Phoenix, Arizona, che divide il suo tempo tra il lavoro in televisione e la sua vita a casa con la moglie e il figlio.

## Episodi
| Stagione         | Episodi | Prima TV USA |
| ---------------- | ------- | ------------ |
| Prima stagione   | 24      | 1971-1972    |
| Seconda stagione | 24      | 1972-1973    |
| Terza stagione   | 24      | 1973-1974    |

## Personaggi e interpreti

### Personaggi principali
- Dick Preston (72 episodi, 1971-1974), interpretato da Dick Van Dyke.
- Jenny Preston (72 episodi, 1971-1974), interpretata da Hope Lange.
- Bernie Davis (47 episodi, 1971-1973), interpretato da Marty Brill.
- 'Mike' Preston (47 episodi, 1971-1973), interpretato da Fannie Flagg.
- Carol Davis (47 episodi, 1971-1973), interpretata da Nancy Dussault.

### Personaggi secondari
- Annie Preston (18 episodi, 1971-1974), interpretata da Angela Powell.
- Max Mathias (10 episodi, 1972-1974), interpretato da Dick Van Patten.
- Dennis Whitehead (10 episodi, 1973-1974), interpretato da Barry Gordon.
- Richard Richardson (9 episodi, 1973-1974), interpretato da Richard Dawson.
- Connie Richardson (8 episodi, 1973-1974), interpretata da Chita Rivera.
- Lucas Preston (7 episodi, 1971-1973), interpretato da Michael Shea.
- Annunciatore (6 episodi, 1971-1974), interpretato da Barry Van Dyke.
- Dottor Simmons (5 episodi, 1971-1973), interpretato da Frank Adamo.
- Alex Montenez (5 episodi, 1973-1974), interpretato da Henry Darrow.
- Ted Atwater (4 episodi, 1971-1972), interpretato da David Doyle.
- Manny (4 episodi, 1971-1974), interpretato da Herbie Faye.
- Mary (4 episodi, 1971-1972), interpretata da Sarah Jane Miller.
- Attrice nella pubblicità (4 episodi, 1971-1972), interpretata da Suzanne Pelsang.
- Mrs. Preston, madre di Dick (3 episodi, 1971-1973), interpretata da Mabel Albertson.
- Capitano Nemo (3 episodi, 1971-1973), interpretato da Jimmy Caesar.
- Agente FBI (3 episodi, 1971-1973), interpretato da Gordon Jump.
- Direttore (3 episodi, 1971-1973), interpretato da Noam Pitlik.
- Karrie (3 episodi, 1971-1972), interpretata da Brenda Niana.
- Teela (3 episodi, 1971-1972), interpretata da Carmen Zapata.
- Dottor Forrester (3 episodi, 1972-1973), interpretato da Burke Rhind.
- Margot Brighton (3 episodi, 1973-1974), interpretata da Barbara Rush.

## Produzione

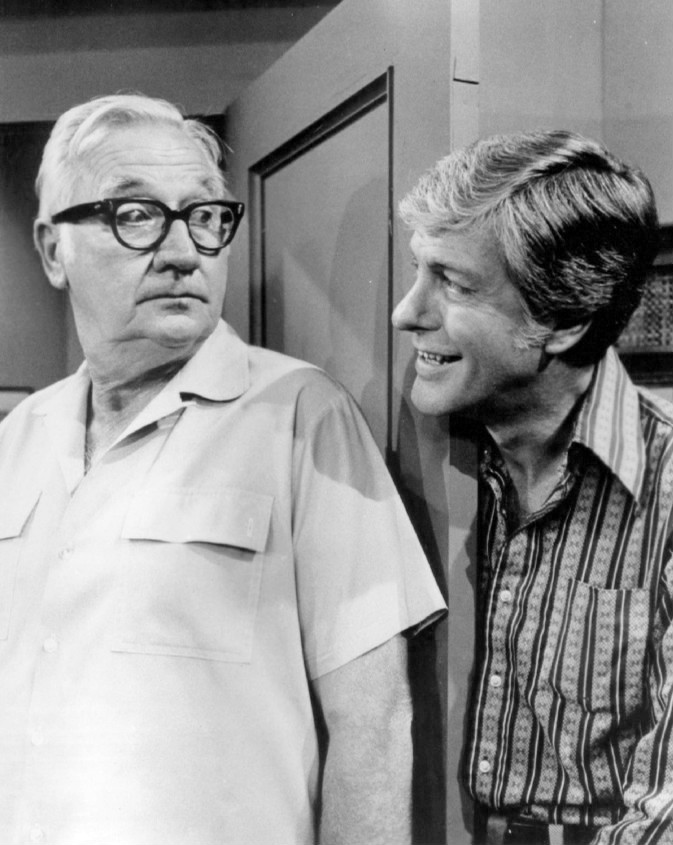
Edward Andrews e Dick Van Dyke.

La serie fu prodotta da Cave Creek Enterprises e girata negli studios della CBS a Los Angeles in California e in Arizona. Le musiche furono composte da Jack Elliot e Allyn Ferguson.

### Registi
Tra i registi della serie sono accreditati:
- Carl Reiner in 8 episodi (1971-1974)
- Jerry Paris in 7 episodi (1973-1974)
- Noam Pitlik in 5 episodi (1973-1974)
- Jay Sandrich in 4 episodi (1971-1973)
- George Tyne in 4 episodi (1972-1973)
- Alan Rafkin in 4 episodi (1973-1974)
- Bill Persky in 3 episodi (1972-1973)
- John Rich in 2 episodi (1971)
- Harvey Korman in 2 episodi (1972)
- Norman S. Powell in 2 episodi (1973)

## Distribuzione
La serie fu trasmessa negli Stati Uniti dal 18 settembre 1971 al 18 marzo 1974 sulla rete televisiva CBS. In Italia è stata trasmessa su RaiUno con il titolo Le pazze storie di Dick Van Dyke.